# Max Woosnam
Maxwell "Max" Woosnam (6 septembre 1892 - 14 juillet 1965) était un joueur de tennis et un sportif britannique.
Né dans une famille aisée à Liverpool, Woosnam a passé la plupart de son enfance à Aberhafesp, Galles centrales. Il a été membre du Winchester College, où il a commandé les équipes de cricket et de golf, en représentant aussi l'école au football et au squash. Comme élève, il marqua 144 points pour l'école publique XI en jouant contre le Marylebone Cricket Club au Lord's Cricket Ground.
En 1911 il s'inscrit à l'université de Cambridge. Il représente l'université au football, au cricket, au tennis, au Jeu de paume et au golf (en tant que golfeur amateur).
Après Cambridge il joua au football en amateur pour les meilleures équipes de l'époque, le Corinthian-Casuals FC (en) et Chelsea.
Durant la Première Guerre mondiale, il combat aux côtés de Siegfried Sassoon sur le front Ouest et dans la bataille des Dardanelles.
Après la guerre, il continue sa carrière sportive en amateur prenant part à plusieurs événements sportifs, incluant le Tournoi de Wimbledon et commence à devenir célèbre. Il décline l'occasion de devenir un sportif professionnel, trouvant l'idée 'vulgaire'.
Il part à Manchester pour signer au club de Manchester City (en tant qu'amateur), ayant un certain succès il en devient capitaine sur les recommandations de ses coéquipiers. C'était extrêmement rare pour un amateur d'être parmi les professionnels. Finalement son succès lui a permis de jouer pour l'Angleterre (tant pour l'équipe en amateur qu'en international comme capitaine). Woosnam a été aussi choisi pour commander l'équipe de football britannique aux Jeux olympiques, mais il refuse, s'étant déjà engagé dans l'équipe de tennis. Il continue d'autres tentatives sportives à l'extérieur du football, remportant notamment le double messieurs à Wimbledon et les Jeux olympiques d'Anvers, il devient également capitaine de l'équipe de Coupe Davis du Royaume-Uni. Après avoir quitté la Ville de Manchester, il  continue à jouer au football occasionnellement pour Northwich Victoria.
Il a été nommé à la direction du Imperial Chemical Industries, et mourut en 1965 de problèmes respiratoires.
Sa vie est écrite dans une chronique dans le livre « Tout autour du Génie - l'Histoire Inconnue du Plus grand Sportif de la Grande-Bretagne », par Mick Collins.
Il a vaincu une fois l'acteur et le réalisateur Charlie Chaplin au tennis de table jouant avec un couteau à beurre à la place d'une batte. En plus d'être un pionnier pour le tennis de table, il était très expérimenté au snooker.
Max Woosnam a également conduit un bus durant la Grève générale de 1926.

## Palmarès (partiel)

### Titres en double (2)
|   | Date       | Nom et lieu du tournoi        | Cat.      | ($) | Surface      | Partenaire      | Finalistes                      | Score              |
| - | ---------- | ----------------------------- | --------- | --- | ------------ | --------------- | ------------------------------- | ------------------ |
| 1 | 23/08/1920 | Jeux olympiques d'été, Anvers | Olympic   | 0   |              | Oswald Turnbull | Ichiya Kumagae Seiichiro Kashio | 6-2, 5-7, 7-5, 7-5 |
| 2 | 1921       | The Championships, Wimbledon  | G. Chelem |     | Herbe (ext.) | Randolph Lycett | Arthur Lowe Gordon Lowe         | 6-3, 6-0, 7-5      |

### Finales en double mixte (2)
|   | Date | Nom et lieu du tournoi        | Cat.      | ($) | Surface      | Vainqueurs                     | Partenaire     | Score    |
| - | ---- | ----------------------------- | --------- | --- | ------------ | ------------------------------ | -------------- | -------- |
| 1 | 1920 | Jeux olympiques d'été, Anvers | Olympic   | 0   |              | Suzanne Lenglen · Max Decugis  | Kitty McKane   | 6-4, 6-2 |
| 2 | 1921 | The Championships, Wimbledon  | G. Chelem |     | Herbe (ext.) | Randolph Lycett Elizabeth Ryan | Phyllis Covell | 6-3, 6-1 |